# 香港の歴史

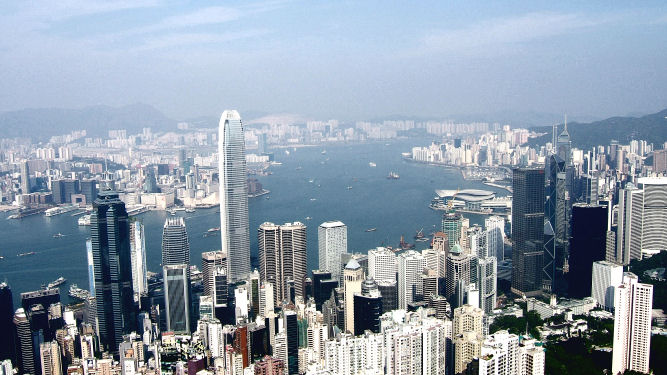
2004年の香港、ヴィクトリア・ピークからの眺望

香港の歴史（ホンコンのれきし）では、香港の歴史を概観する。

## 香港の地名の由来
広義の香港には九龍半島や新界を含み、地区毎に主権が異なる時期もあったが、狭義には香港島のみを指す。この香港島の南西部に香港仔（ヒョンコンツァイ）と呼ばれる湾に面した地区がある。観光客には、海鮮料理船があるアバディーン (Aberdeen) として知られるが、昔は漁村であるとともに、ここに香木が集積されたところから、香港と命名されたと伝えられている。
香港は、広東語では「Heong Gong、ヒョンコン」と発音するが、これを英語で「ホンコン」と呼ぶ由来は、アヘン戦争前に遡る。英軍が初めてアバディーン付近に上陸した時、土地の名を知らなかった。そこで地元の民に地名を聞いたところ「ホンコン」と言った。これは、現地の蛋民（水上生活者）の訛で「香港」と言ったのを記録したためと言われている。

## 旧石器時代・新石器時代
西貢の黄地峒で石器が見つかったことから、香港の領域における人の活動は旧石器時代にまで遡ると考えられている。
5000年ほど前の新石器時代の遺跡がランタオ島、赤鱲角、南丫島で発見されている。周辺の珠江デルタ地域の遺跡との文化的共通性があり、龍山文化など中国北方の文化との違いが見られる。

## 王朝時代 紀元前221年 - 1368年
前214年、秦朝が嶺南（華南）に郡県を設置すると中原王朝の支配を受けるようになり、当初は番禺県、331年から756年までは宝安県、757年から1572年までは東莞県の管轄とされた。
唐代には広州が南海貿易の交易港として繁栄したため、ランタオ島から対岸の東莞を含む地域が軍隊の駐屯地「屯門」と呼ばれて史料に頻出するようになる。この頃から香港地区では塩田が開かれ、五代十国時代には南漢による真珠採集も行われた。

## 明朝時代 1368年 - 1644年
1563年（嘉靖42年）、明朝は香港地区南端に水軍（南頭寨）を設置、1565年（嘉靖44年）には参将を置いて南頭寨を統括させた。南頭寨には大小戦船53隻、官兵1,486人が置かれ、1591年（万暦19年）以後は戦船112隻、官兵及雜役2,008人に増員している。1552年（嘉靖31年）頃からは「九龍」の地名が史料に登場し、その後「香港島」の地名も散見されるようになった。1573年（万暦元年）には中国新安県が新設され、県治は南頭に置かれた。設置時の新安県の人口は約34,000人と記録されている。
1517年（正徳12年）にはポルトガル人が来航、屯門島を占拠する事件が発生、明朝は1522年（嘉靖元年）に広東海道副使・汪鋐を派遣しポルトガル人を駆逐している。その後、ポルトガル人は寧波沖のリャンポー（双嶼）に移り、やがてマカオに拠点を移している。

## 清朝時代 1644年 - 1842年

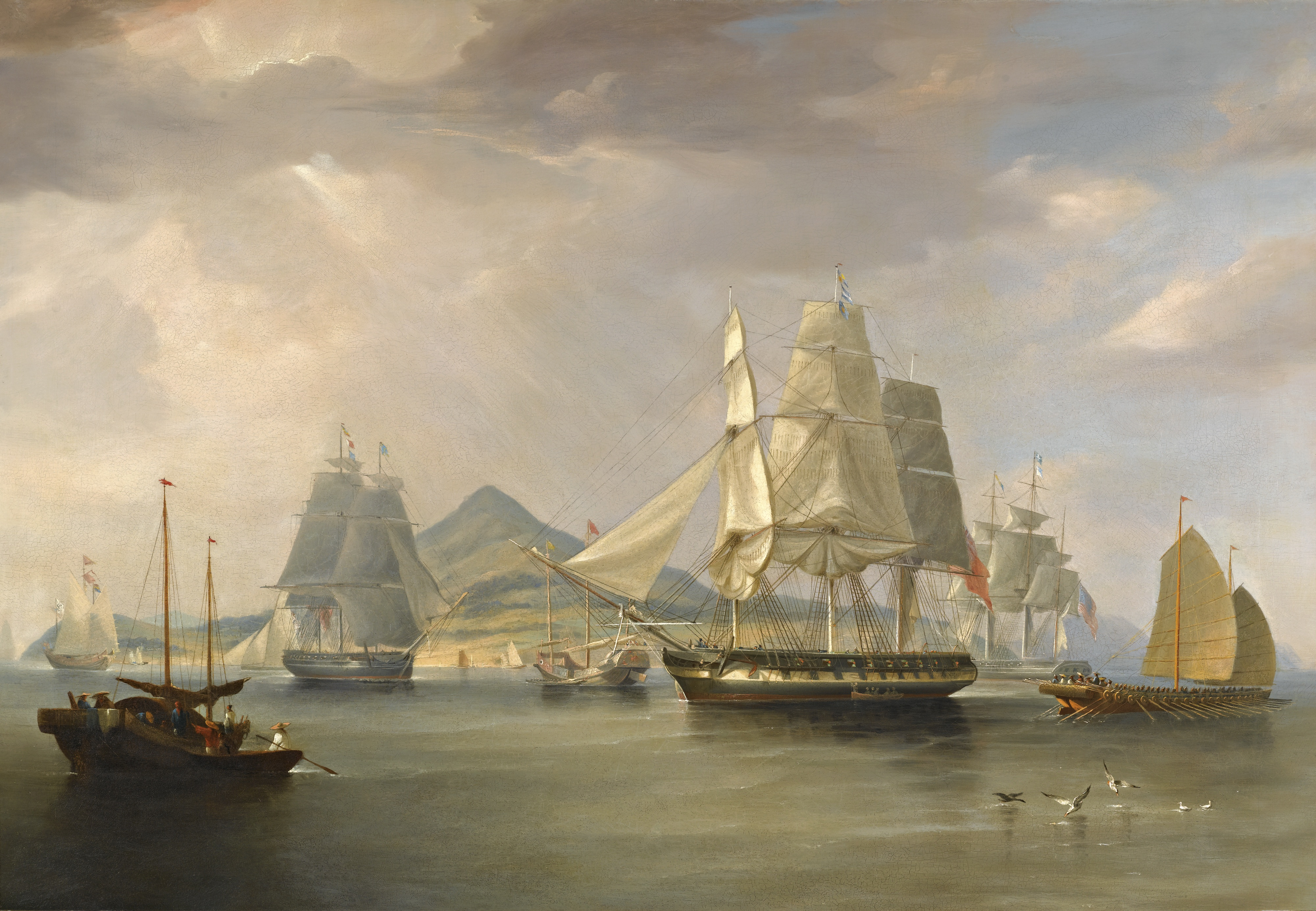
第一次アヘン戦争

清代になり広州が開港されると、1699年（康熙38年）以降はイギリス東インド会社などが来航するようになり、1711年（康熙50年）には広州にイギリス商館が開設されている。
イギリスは茶葉の大量輸入に起因する貿易赤字に対応すべく、インドからアヘンを輸出し販売を開始したが、アヘン輸入規制を推進する清朝とイギリスの間に紛争が発生した。当時アヘンを取り扱った商会の一つであるジャーディン・マセソン商会の清朝への政治的圧力を行いアヘンの販路拡大を目指すロビー活動により、イギリス国会は1票という僅差で軍の派遣を決定、1839年（道光19年）にアヘン戦争が勃発、1841年（同21年）1月20日にチャールズ・エリオット大佐率いるイギリス軍は香港島を占領した。そして翌年締結された南京条約により、香港島はイギリスに永久割譲された。

## イギリス植民地時代（前半） 1842年 - 1941年

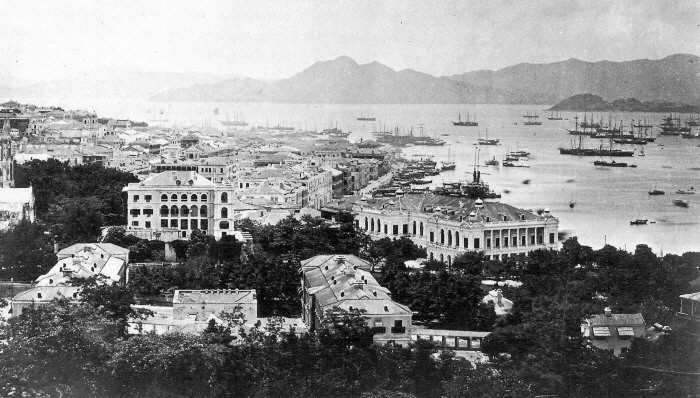
1895年頃の中環

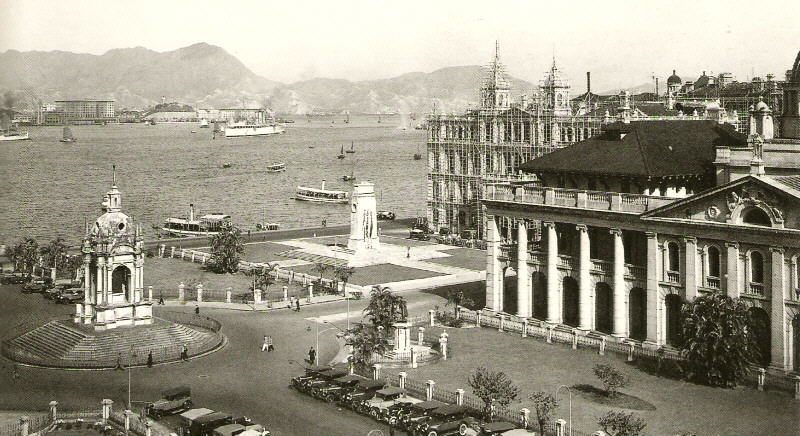
1910年頃の中環

1843年（道光23年）6月、初代香港総督にサー・ヘンリー・ポッティンジャーが就任、イギリス領香港としてイギリスによる植民統治が開始された。この頃、香港は人口6千人ほどの漁村だったという。更に1856年（咸豊6年）に勃発したアロー戦争の結果、1860年（咸豊10年）に北京条約が締結されて九龍半島もイギリスに割譲される。なお、1873年に日本の岩倉使節団が香港を市内見学しており、当時の様子が「米欧回覧実記」に記されている。
そして、イギリスをはじめとした西欧列強による中国進出の圧力が強まる中、イギリスは清朝に迫り1898年（光緒24年）7月1日には九龍以北、深圳河以南の新界地域の租借に成功した。この地域の租借期限は99年間とされ、1997年6月30日午後12時をもって切れることになっていた。

### イギリス植民地下での発展
中国大陸におけるイギリス資本主義の拠点となった香港では、イギリス政府による植民地統治機関である香港政庁のもとで、19世紀末から20世紀初にかけて華南貿易の基地として発展する。1884年（光緒10年）には跑馬地（Happy Valley・ハッピーバレー）に皇家香港賽馬会（Royal Hong Kong Jockey Club・ロイヤル香港ジョッキー・クラブ ; 現香港ジョッキークラブ）の競馬場が建設されてイギリス人の社交場となり、1877年（光緒3年）には香港西医書院（香港医科大学の前身）が創立され、1910年（宣統2年）には総合大学である香港大学に発展する。
経済面では1865年（同治4年）に創設されたイギリス資本の香港上海銀行が、その多くをイギリスが植民地統治下においていた極東最大の銀行に発展し、地域通貨として初期には銀貨が使用され、後の1935年（民国24年）には香港ドルが発券された。
1928年（民国17年）に南京国民政府が成立すると清英間で締結された不平等条約の改定を目指したが、イギリス側が交渉に応じなかった。なお当時の中華民国と新界の国境線は開放され、中国人は自由な往来が可能であった。

## 日本統治時代 1941年 - 1945年

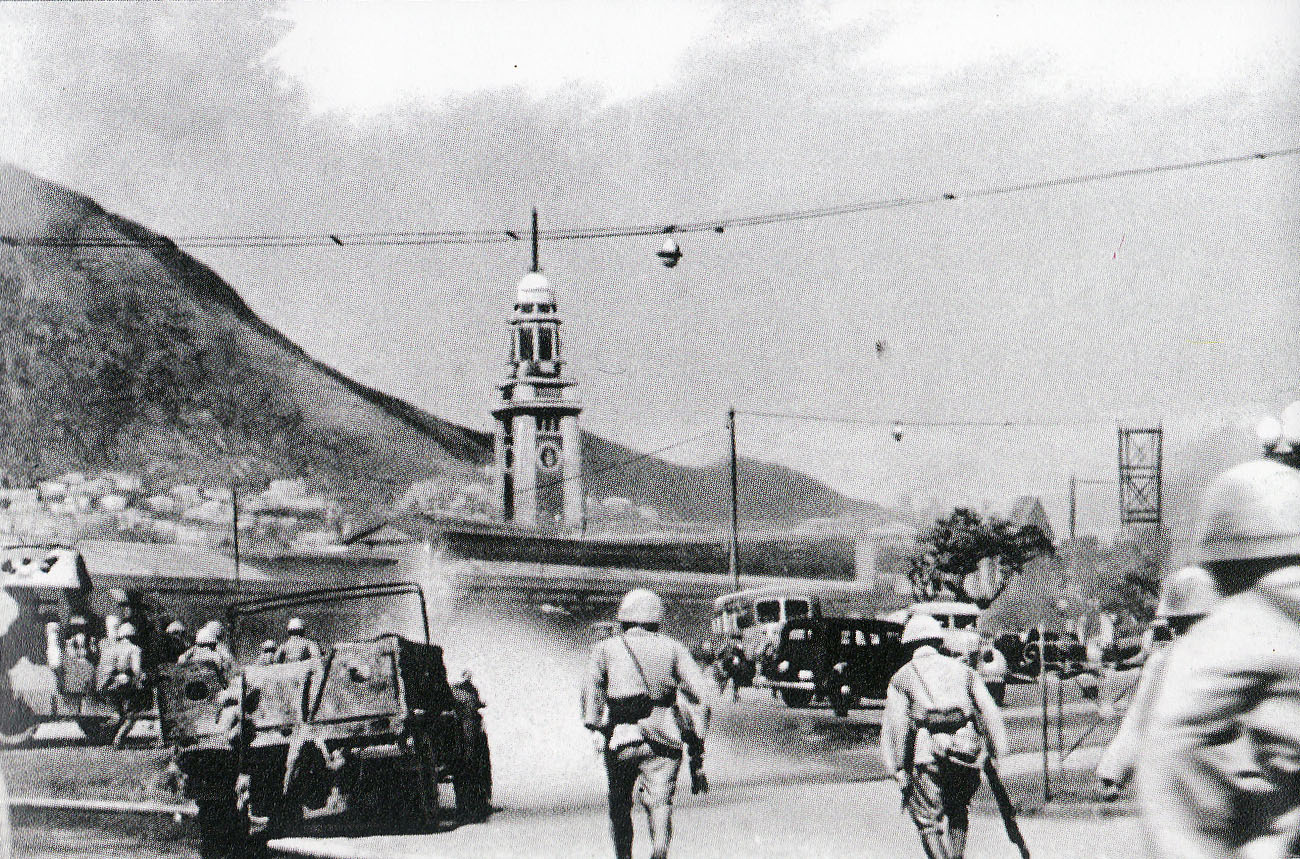
九龍駅付近でイギリス軍を制圧する日本軍

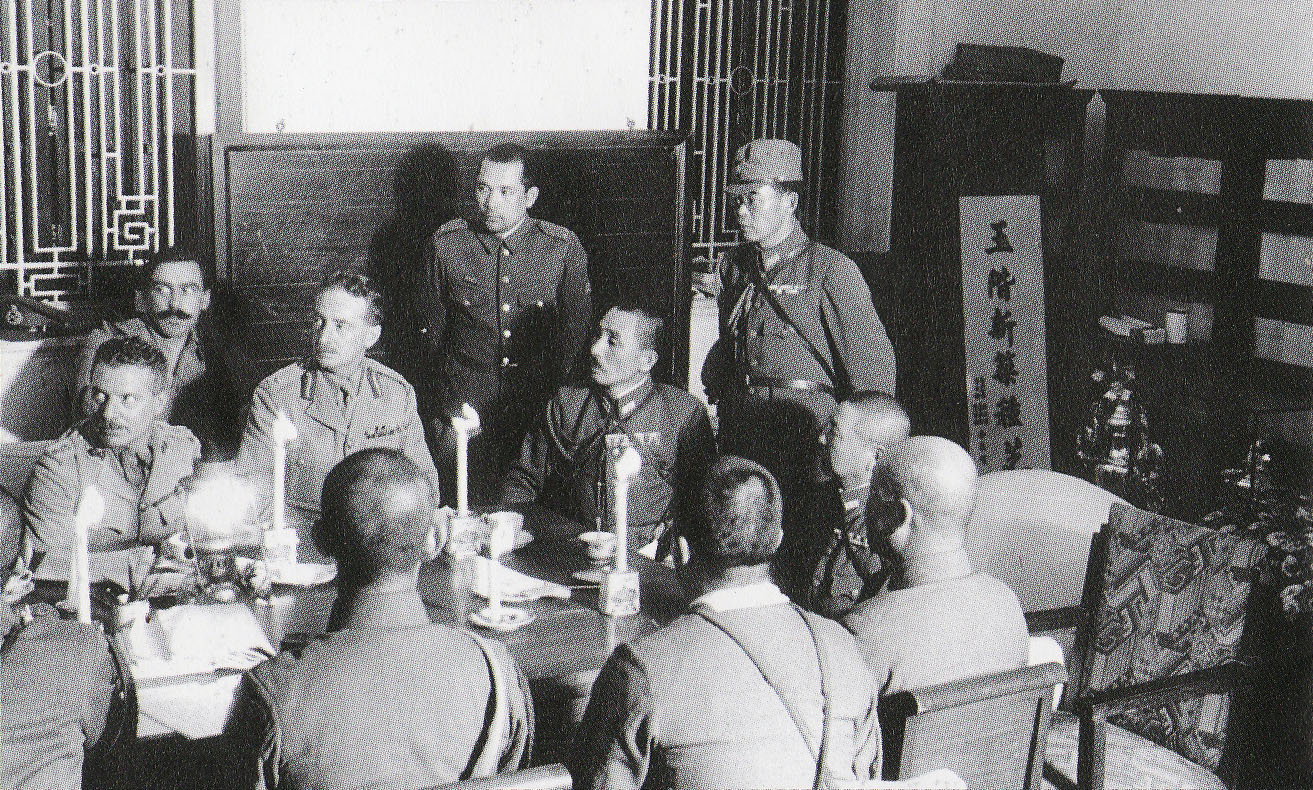
ペニンシュラ・ホテルで行われた日英軍の降伏交渉

1941年（民国30年）12月8日に、イギリスの植民地下にあったマレー半島のイギリス軍に対する日本陸軍の攻撃（マレー作戦）により太平洋戦争が勃発すると、同日酒井隆中将指揮下の陸軍第23軍も、同じくイギリスの植民地である香港のイギリス軍に対する侵攻を開始した（香港の戦い）。
日本軍は九龍半島にあるイギリス連邦軍の要塞地帯の「ジン・ドリンカーズ・ライン」を突破、12月13日には九龍半島を制圧したが、その後香港島内でイギリス連邦軍は地の利を生かしたゲリラ戦法を行い、日本軍はこれに苦戦している。しかし、12月25日に香港島唯一の貯水池を奪われたマーク・ヤング総督は、九龍にあるイギリス資本のペニンシュラ・ホテル（香港半島酒店）に出向き、日本軍に降伏した。戦後イギリスの植民地に復帰して以降、香港政庁はこの日を「暗黒のクリスマス（Black Christmas）」と呼んでおり、香港が中華人民共和国に返還/譲渡された現在もそのまま呼ばれている。
イギリスの植民地であった香港を統治することとなった日本は当初、イギリス政府が運営する香港政庁に代わる統治機関として、酒井中将を長官とする香港軍政庁を設置し、1942年（民国31年）2月には磯谷廉介中将を香港総督に任命して軍政実施した。
日本軍政府は、これまでイギリスの植民地下で全てがイギリス式に統治されていた香港で脱イギリス化政策を実施し、これまでイギリスが香港における公用語としていた英語の使用を禁止して、代わりに日本語の使用を指導した（広東語の使用は継続された）。上記のペニンシュラ・ホテルを接収した後に「東亜ホテル」と改称して総督府を設置したほか、「ネイザンロード」のようなイギリス式の主要地名を「香取通り」のような日本式の地名に改称しイギリス色を払拭するよう努めた。日本軍は、1942年3月にイギリス軍の専用空港であった啓徳空港の滑走路の延長など設備の拡充を行った。
軍政府はこれまでの香港ドルに代わる貨幣として軍票を大量に発行し、無計画に流通させたために香港経済に深刻なインフレーションを引き起こした。さらにこれまで香港を支配していたイギリス系企業や銀行が営業を停止したことや、戦時体制下で日本と戦闘状態にあった中華民国本土との貿易が大幅に減少したのみならず、イギリスの植民地が多くを占めていた東南アジアやオーストラリアなどとの貿易が完全に止まったために、香港は経済的苦境に立たされる。その後日本軍の占領下の香港から70万人前後の中国人住民が中国本土に退去し、占領前に160万人の人口を抱えていた香港は、1945年（民国34年）8月の日本の降伏の時点では人口が60万人程度にまで減少した。この3年8か月間にわたる日本統治時期を香港では「三年零八個月」と呼んでいる。なお日本軍政府により発行された軍票は、日本の敗戦に伴いイギリス軍の命令により無価値とされ、現在も日本に経済的補償を要求する香港人も存在する。

## イギリス植民地時代（後半） 1945年 - 1997年

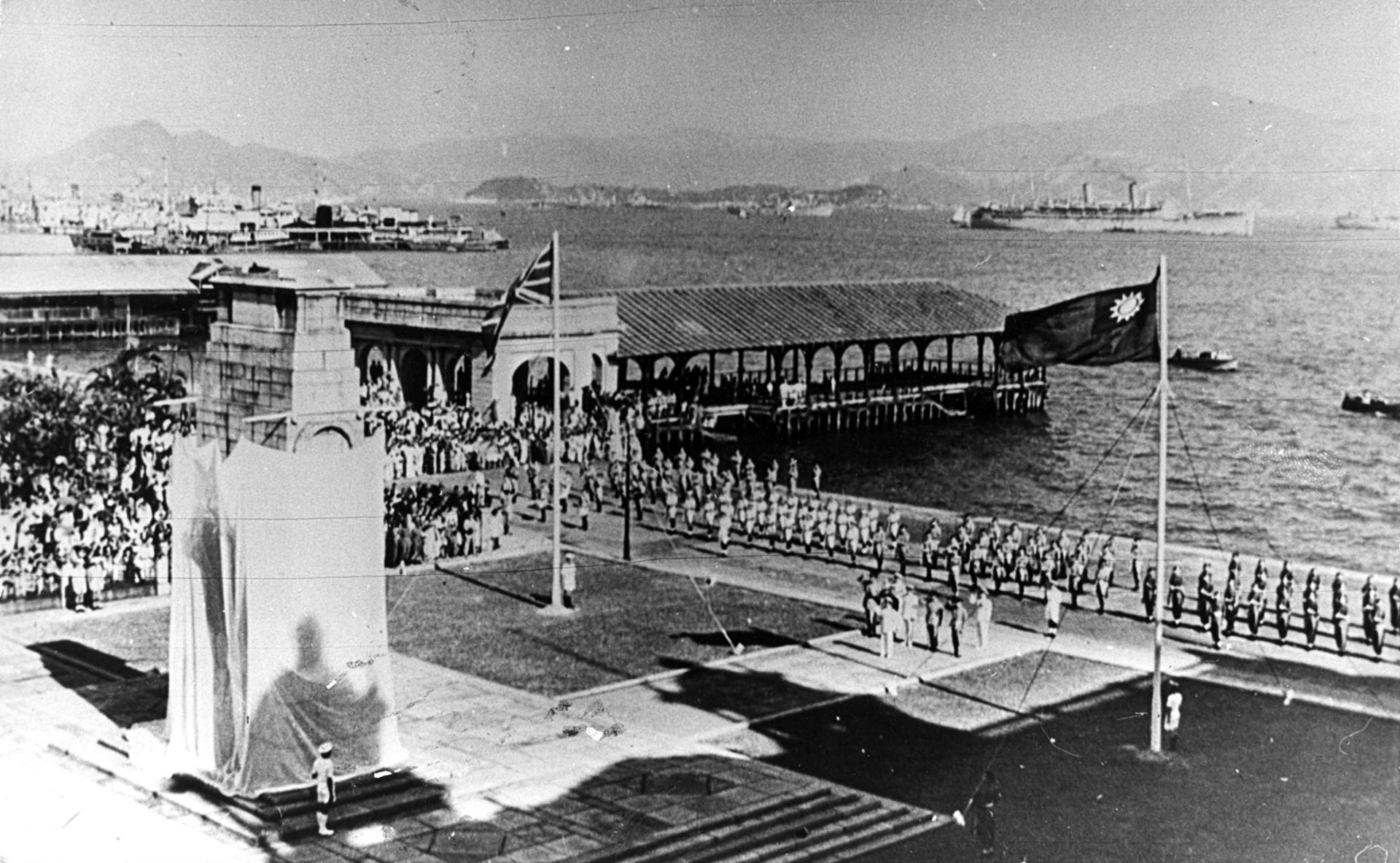
日本統治からイギリス統治への主権移譲セレモニー（1945年）

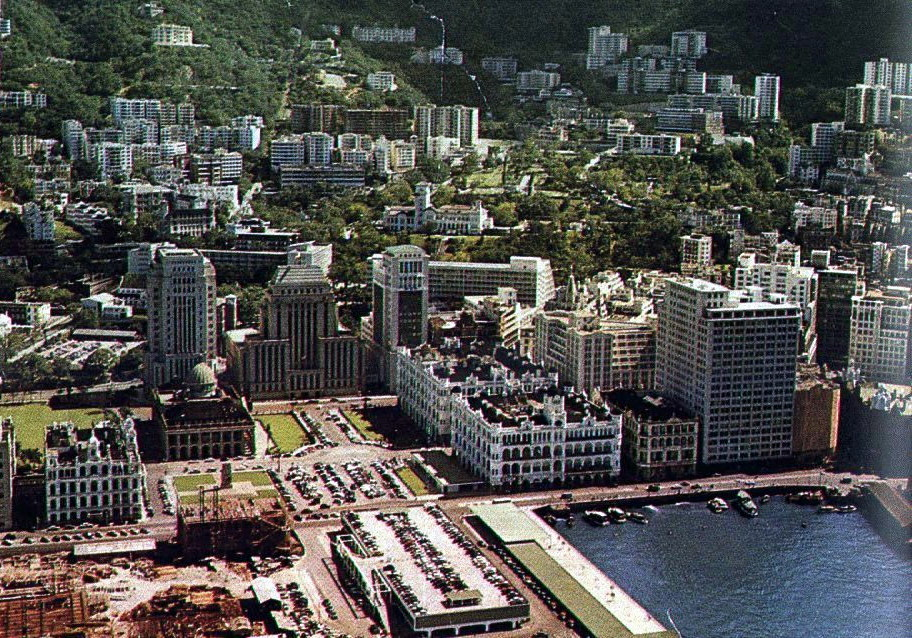
中環のフェリーターミナル付近（1955年）

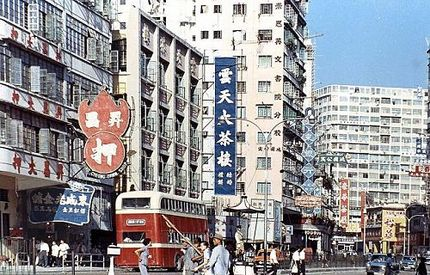
佐敦の上海路（1960年代）

第二次世界大戦後、戦勝国の1国として国連安保理の常任理事国となった中華民国はイギリスに香港主権移譲を要求したが、間もなく発生した国共内戦のため交渉は不調に終わった。国共内戦の結果中華民国の中国国民党政府は台湾に逃れ、1949年には中国共産党による中華人民共和国が成立している。
共産党政権の成立に伴い、共産主義に反発する多くの中国人が大陸から香港に逃れ、廉価な労働力を提供するとともに、スワイヤー・グループやジャーディン・マセソンなど技術と資本をもったイギリスを中心とした外国資本や華人資本も上海から香港に本拠を移し、香港の経済発展に少なからぬ寄与をした。董建華やアンソン・チャンなど香港の華人エリートの中に上海人が多いのも、このような背景による。

### 主権移譲先の変更
この頃世界中のイギリスの植民地では独立運動が活発化し、インドやマレー半島、アフリカ各地をはじめとする多くの植民地を放棄していたが、1949年以降香港に隣接する中国大陸を新たに支配することになった中国共産党政府率いる中華人民共和国は、香港の主権を棚上げしたままイギリスとの国交樹立の交渉を進め、その結果、1950年イギリスは中華人民共和国を国家承認して国交樹立に動き、中華民国とは台湾に駐在する領事館を残した。これは西側諸国としては最も早い中華人民共和国への国家承認であった。
これを受けてイギリス政府は、将来の香港の主権移譲先を、今や香港から遠く海を隔てた台湾周辺を中心とした限られた地域のみを統治することになった中国国民党率いる中華民国から、香港に隣接する中国大陸を新たに支配することになった中国共産党政府率いる中華人民共和国へと変更した。
一方で、国共内戦を背景とした社会分断と中華人民共和国の成立は、解体しつつあるイギリス帝国各地で進行していた民主主義的改革を香港で進める上で大きな障害となった。民政復帰直後の香港では、マーク・ヤング総督によって「ヤング・プラン」と呼ばれる政治体制改革が提案され、イギリス植民地省からの支持も得ていたが、後任のアレキサンダー・グランサム総督は、民主化によって香港政治が国共対立の影響を受ける可能性や民主化の推進が共産党政府を刺激する恐れからこれを評価せず、改革の大部分は実現されなかった。

### 冷戦の影響
その後の冷戦下で発生した朝鮮戦争に中華人民共和国が介入して西側世界から孤立すると、香港が中華人民共和国にとって西側世界との唯一の窓口となった。このような状況は1967年に起きた文化大革命の終焉まで続くこととなった。大躍進政策の失敗や文化大革命の迫害などにより、多くの人が香港に逃れた。これらの人により香港の人口は急増した。これらの人を逃港者という。
文化大革命が起こると、香港でも1967年に中国共産党の影響下にある住民を中心にイギリスの帝国主義打倒を訴える暴動（六七暴動）が発生、警察が鎮圧にあたった。紅衛兵が深圳方面から越境し、イギリス軍や香港警察と国境付近で小規模な銃撃戦が起こることもあった。さらに暴動を鎮静化させる過程でデモ隊に負傷者が出ると、これに対する謝罪を中国共産党政府が香港政庁に要求し、さらに人民解放軍部隊を国境付近に移動させるなどの恫喝を行った。しかし間もなく共産党政府のナンバー2で穏健派の周恩来国務院総理が「長期的な利益から香港を回収しない方針」を明らかにし、六七暴動は沈静化した。むしろ、この事件が、一般の香港住民に共産主義への不安感を与え、自分らは大陸中国とは違うとの意識が芽生えていくきっかけになったと評する向きもある。香港の将来に見切りをつけて海外に移民する動きも始まった。

### 経済発展
戦前の香港は、イギリスの植民地支配下で中国大陸と諸外国間の中継貿易港として発展し、香港政庁は古典的なレッセフェール（自由放任政策）に徹していた。しかし、朝鮮戦争が勃発すると、国連による中華人民共和国への経済制裁が行われ、中継貿易への依存ができなくなった。
その代わり、中華人民共和国から中国共産党による一党独裁を避けた難民が流入し、彼らが安価な労働力となり香港の製造業を支えた。加えてベトナム戦争の終結後に南ベトナムからボートピープルが流入した。なお増え続ける香港への流入人口を食い止めるために、1984年以降は、許可を持たない中華人民共和国からの密入国者は全て送還する政策がとられた。香港政庁も大量に押し寄せた難民に対処する過程で、住宅供給や市街地の拡大に伴う開発プロジェクトを行うようになる。ただし政府規制を極力押さえ、低い税率を維持するなど過剰な経済への介入を避けた。これが積極的不介入主義である。
1960年代には水不足危機に陥り、中華人民共和国の東江から香港に送水するパイプライン（東深供水プロジェクト）も築かれた。
1970年代からは繊維産業を中心とする輸出型の軽工業が発達し、後に香港最大の財閥を率いる李嘉誠のような企業家を輩出する。変動は大きかったものの1960年代前半及び1976年から1981年にかけて経済成長率は概ね10%近くからそれ以上を示した。さらに1960年代以降の旅客機のジェット化、大型化を受けて、航空機による人と貨物の輸送量が急上昇し、香港が東南アジアにおける流通のハブ的地位を確立した結果、香港は「東洋の真珠」、また、その夜景は「百万ドルの夜景」、さらに1980年代から1990年代にかけて香港はシンガポール、中華民国（台湾）、韓国とともに経済発展を遂げた「アジア四小龍」あるいは「アジアNIEs」と呼ばれるようになる。

### 中英交渉

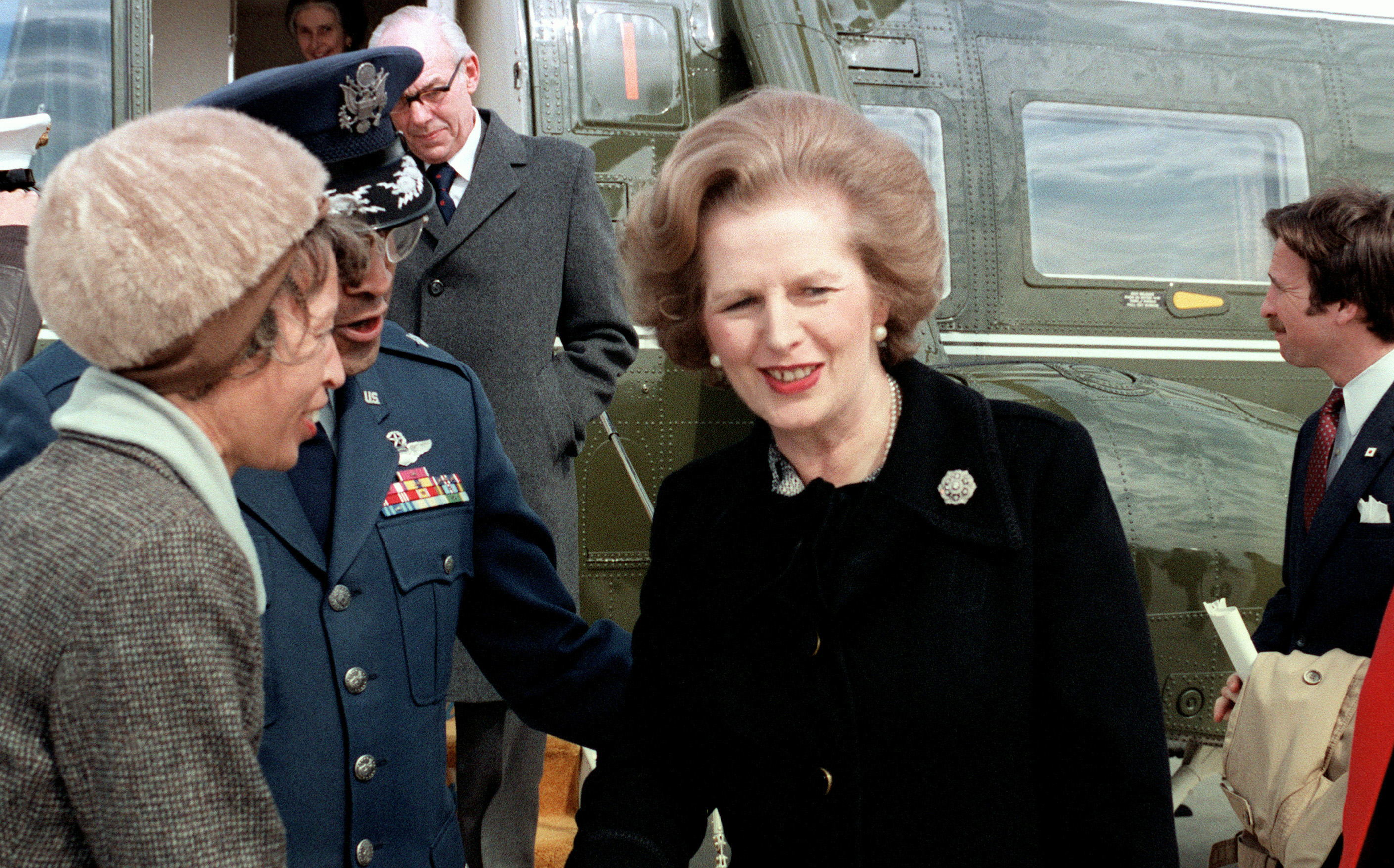
マーガレット・サッチャー首相

1970年代に入ると、租借地新界の租借期限が次第に近づいてくるため、イギリス政府は新界租借の延長を中華人民共和国に求めたが、中華人民共和国は応じなかった。この頃には租借期限問題にどのような結末を付けるかまだ誰にも予測できなかった。
その後1980年代に入ると中華人民共和国の改革開放政策が進展し、香港の製造業は国境を越えて中華人民共和国側に進出、香港は金融、商業、観光都市となっていった。ようやく、この頃になってそれまで香港経済を独占していた英資本の企業に代わり、中国系企業が台頭してくる。
マーガレット・サッチャー首相はイギリスが引き続き香港を植民地支配下におけるよう求めていたが、鄧小平はむしろ他の地域も含めた一括返還を求め、後には、代わりに返還後50年間は現状を保障する一国二制度を提案してきた。1982年の両者の会談では、中華人民共和国は「港人治港」を要求してサッチャーに応じず、鄧小平はサッチャーに対し「イギリスがどうしても応じない場合は、武力行使や給水の停止などの実力行使もあり得る」と示唆したという。サッチャーは、会談を終えて人民大会堂を出る時に階段を踏み外すようにして倒れ込んだが、これはその後の香港を予感させるかのような象徴としてメディアで繰り返し流された。
1984年12月19日、中英双方が署名した中英共同声明が発表され、イギリスは1997年7月1日に香港の主権を中華人民共和国に移譲し、香港は中華人民共和国の一特別行政区となることが明らかにされた。この中で中華人民共和国政府は鄧小平が提示した「一国両制」政策をもとに社会主義政策を将来50年（2047年まで）にわたって香港で実施しないことを約束した。
この発表は共産主義の一党独裁政府である中華人民共和国の支配を受けることを喜ばない香港住民を不安に陥れ、イギリス連邦内のカナダやオーストラリアへの移民ブームが起こった。
その後1989年に北京で六四天安門事件につながる学生らの民主化運動が発生すると、香港では民主派支持の大規模デモが行われた。民主化運動の失敗とともに、専制的で強権的、かつ国民に対する武力行使も辞さない中華人民共和国の本質が明確になったとして、再び移民ブームが巻き起こった。
大部分の香港移民はイギリス連邦の構成国であるカナダのトロントやバンクーバー、シドニーやシンガポールに向かった。

### 香港の主権移譲

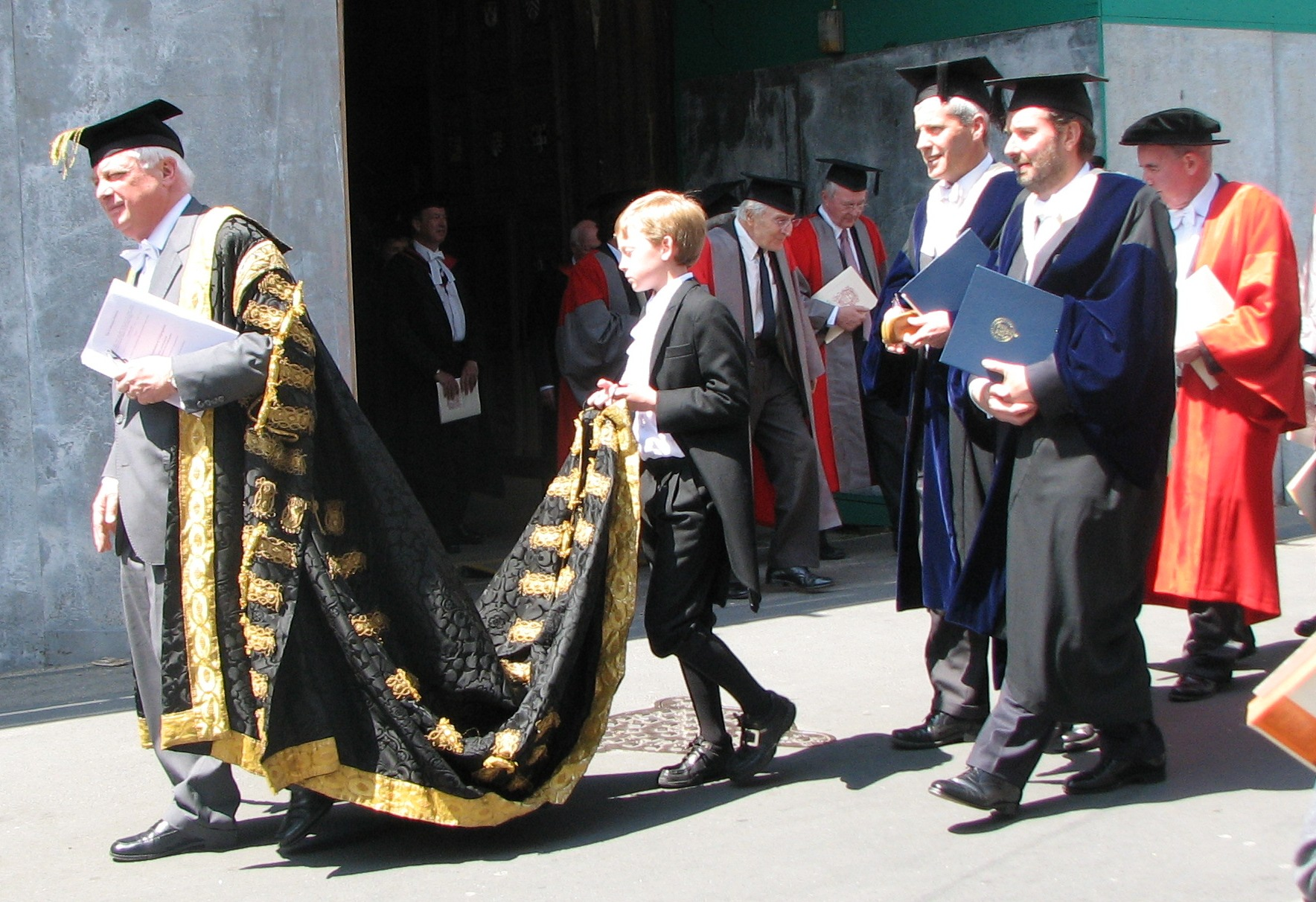
クリストファー・パッテン

1990年4月4日、香港基本法が制定されると、香港人の不安は一応、沈静化した。しかし1992年にクリストファー・パッテンが香港総督として着任すると、主権移譲を前に香港の政治的な民主化を加速させたため、中華人民共和国との関係が緊張した。
ただ、このような政治的動揺や移民の大量流出にもかかわらず、経済的には中華人民共和国資本の流入によって主権移譲前の香港の不動産市場や株式市場は空前の活況を呈した。
1997年7月1日に、香港は正式にイギリスから中華人民共和国に主権移譲（香港島などのイギリスの領土は「譲渡」となる）され、最後の総督となったパッテンは香港を去った。
パッテン時代に直接選挙を実施した立法局は、北京が成立させた臨時立法会に取って代わられ、中華人民共和国政府と深い関係にある富豪の董建華が初代香港特別行政区行政長官となった。これまで香港に君臨してきたユニオンジャックとエリザベス2世の肖像は姿を消し、五星紅旗が香港に翻った。香港は事実上イギリス最後の植民地だったため、その返還はイギリスを初めとする欧米の報道では史上最大の帝国だった大英帝国の終焉であるとされた。

## 特別行政区時代 1997年 -

### 「一国二制度」下の香港

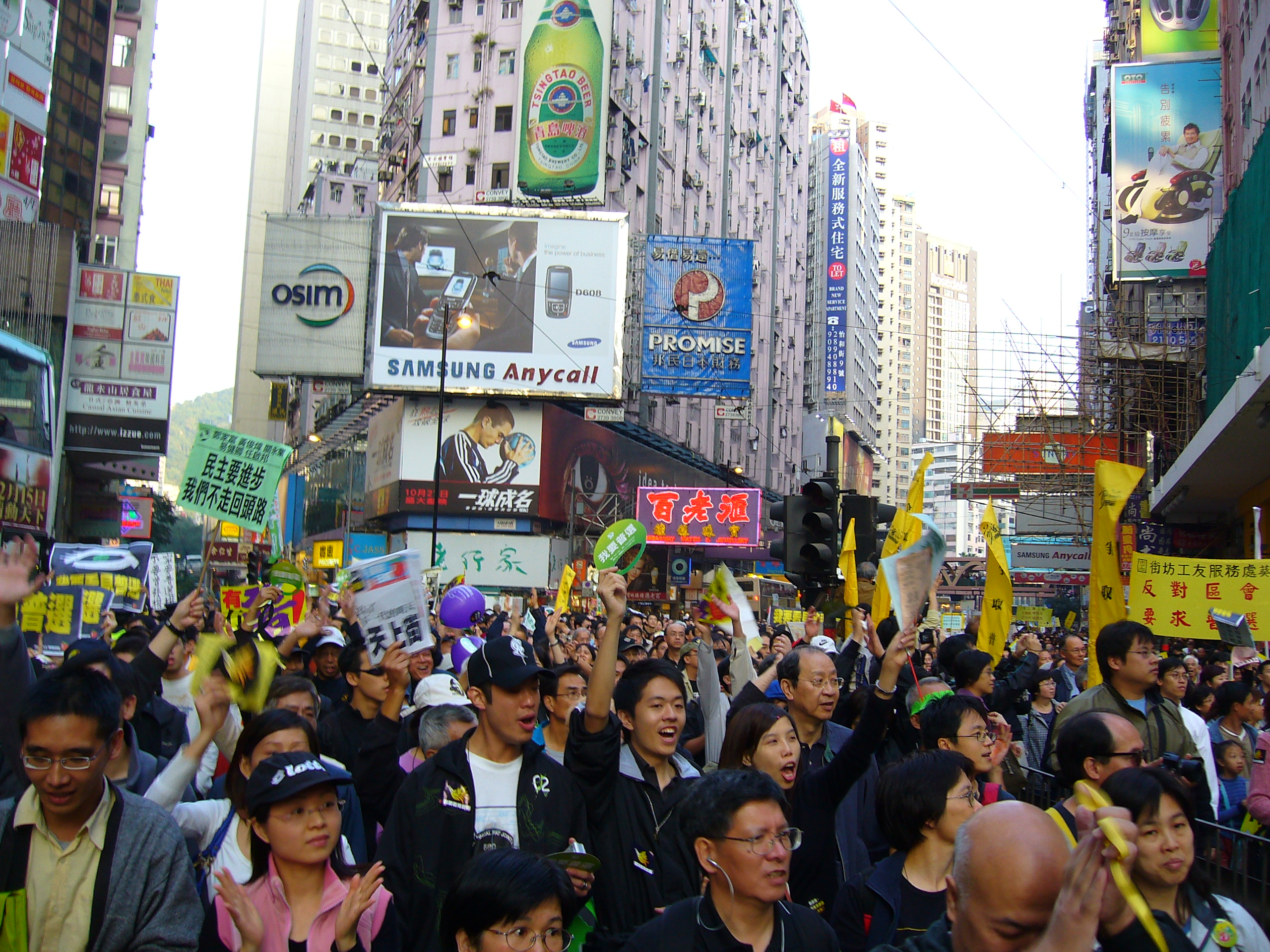
市民による民主化要求デモ（2005年）

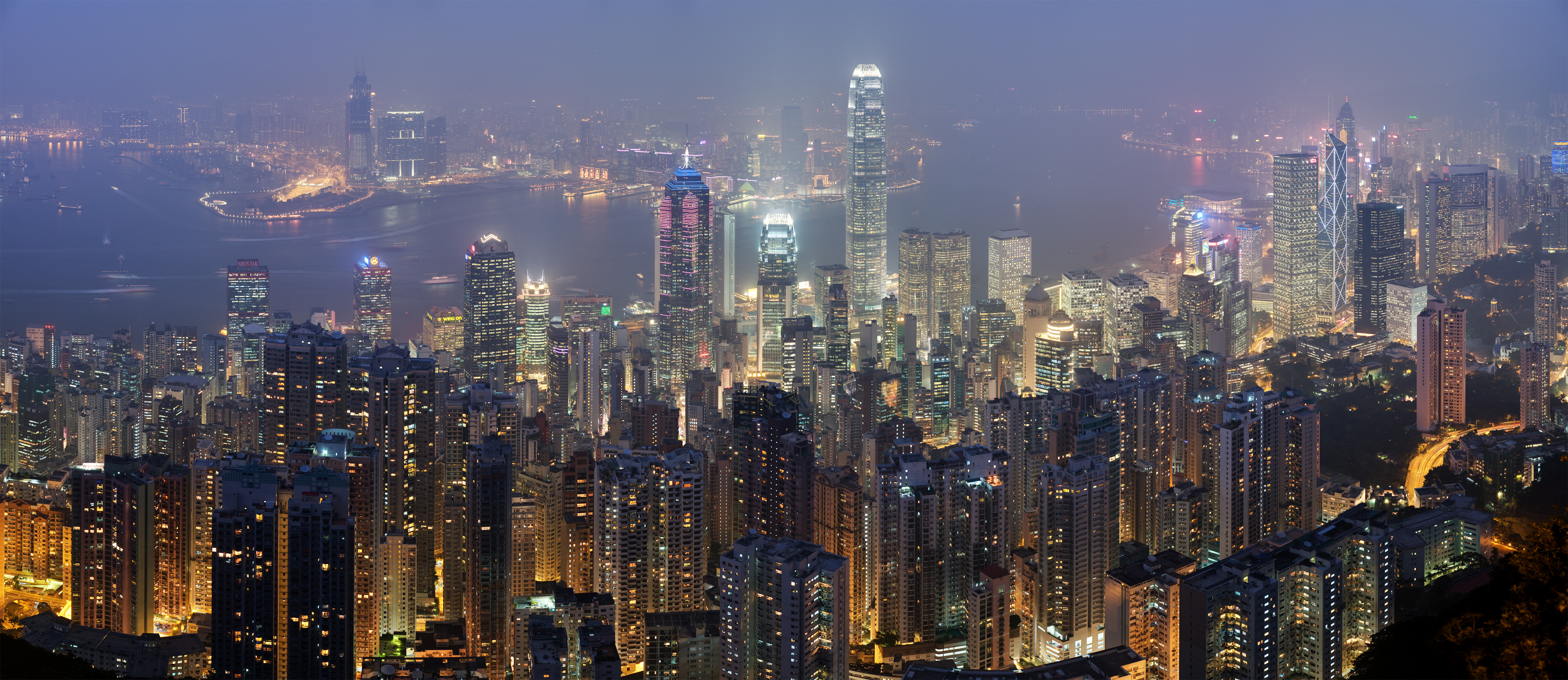
現在の香港の夜景

主権移譲後の香港では中華人民共和国が外交権と軍事権を掌握し、イギリス軍に代わって中国人民解放軍部隊が香港に進駐、これまでの英語、広東語とともに普通話（標準中国語）も香港の実質的公用語となり、学校でも教えられるようになった。しかし、基本的な社会経済制度は「一国二制度」を元に変わらず、法体系もイギリス領時代のコモン・ローがそのまま用いられている。
さらにイギリスの植民地統治下では言論や報道、表現の自由がほぼ保障されていたものの、主権移譲後は中華人民共和国の中央政府による圧力のため、新聞や雑誌などに対する有形無形の言論統制が行われるようになった上、選挙への露骨な干渉が行われることで、市民の不満が鬱積するようになった。返還直前の香港市民の中にはイギリスの植民地から中国の植民地に変わるだけで政治的な転換はないとみる者もいた。
そのような中で、あまりにも中華人民共和国の中央政府寄りで香港市民に不評だった董建華行政長官は2005年3月12日に辞任し、全国政治協商会議副主席に転じ、曽蔭権が長官代理となった。新しい行政長官を決める選挙は2005年7月に行われ、曽蔭権が正式に行政長官に就任したものの、直接選挙による行政長官選出と、さらなる民主化を求める香港市民による抗議デモが数度にわたり行われた。
香港主権移譲直後に始まったアジア通貨危機の影響で香港の不動産価格は大暴落し、中華人民共和国との貿易の中継基地としての役割も次第に減少して香港の失業率は上昇、香港の衰退がささやかれた。とりわけ2003年には広東省が発端となったSARSが香港でも急速に拡大し、2000人が感染、299人が死亡する事態となり、観光客は激減、香港経済は大打撃を受けた。
しかし同時期に中華人民共和国本土からの観光での来訪が解禁された他、2005年9月には新香港国際空港近くに香港ディズニーランドがオープンし、香港への観光客は再び増加に転じた。さらにSARSやアジア通貨危機による経済への打撃を乗り越え、欧米諸国や日本、さらには中華人民共和国本土からの投資も増加し、現在では東京証券取引所に次ぐアジア第2の株式取引高を誇るなど、東京やシンガポールと並ぶアジアにおける金融センターとしての地位を確立している。
香港主権移譲から12年を経た後の2009年に行われたアンケートでは、香港人の2割のみが「自分は中国（中華人民共和国）人」と認識していることが分かった。その後の2012年11月に香港中文大学伝播・民意調査センターが発表した調査結果では、自分の身分を「中国人」と答えた人は12.6％である。1997年の32.1％から大幅に低下し、調査を始めた96年以降で最低となった。一方で「香港人」と「香港人、ただし中国人でもある」を合わせた香港人の身分を優先する割合は65.2％に達し、過去16年で最高となった。
2013年、エドワード・スノーデンによってNSA（アメリカ国家安全保障局）の国際的監視網が暴露され、香港の民主派・親中派・市民によるスノーデン支援デモも起き、香港政府の対応が国際社会で注目された。
2014年、雨傘運動（反中デモ、反政府デモの総称）が起きた。
2017年7月、香港における返還20周年式典で中国共産党の習近平総書記は、一国の原則を堅持する演説を行った。
2019年、中国本土への「容疑者」の引き渡しを可能にする逃亡犯条例改正案の撤回を求め、およそ200万人を超える反政府デモが起きた。香港政府による法案の撤回決定後もこのデモは一時は過酷な取締りにあたった当局者の調査と逮捕を要求して終息せず、同年10月4日に1967年の香港暴動以来52年ぶりとなる戒厳令に近い権限を林鄭月娥行政長官に与える「緊急状況規則条例」が発動された。

### 事実上の「一国二制度」崩壊後の香港
2020年7月1日、習近平政権は香港国家安全維持法を施行した。続いて同法に基づき男女10人を逮捕し、この他に禁止されていた集会に参加したとして約360人を拘束した。。翌年1月6日には、香港警察は香港国家安全維持法に基づき立法会前議員を中心に、初の外国人逮捕者となるジョン・クランシー（アメリカ人弁護士）を含む53人を逮捕したと発表した。多くのマスメディアが中国寄りに姿勢を移す中、孤塁を守っていたデイリー紙「蘋果日報」（アップルデイリー）も代表が逮捕、2021年6月には経営資金を凍結され、発刊停止に至った。
2021年1月23日、香港政府は新型コロナウイルスの感染拡大を防止するため、九龍地区の一部を対象に香港初のロックダウン（都市封鎖）を行った。
2021年香港立法会選挙では親中派が勝利した。
2022年香港行政長官選挙で、李家超が行政長官に当選した。